# 笠原竜司
笠原 竜司（かさはら りゅうじ、1967年〈昭和42年〉5月4日 - ）は、日本の俳優、声優である。神奈川県出身。
1986年にジャパンアクションエンタープライズ（旧・ジャパンアクションクラブ）に15期生として入団し、1996年に退団し、フリー期間を経てリミックスに所属し、現在はダブルフォックス所属。主に舞台で活動している。

## 人物・エピソード
趣味はオートバイ、パソコン。特技は現代アクション、アクロバット、ジャズダンス。
フジテレビのバラエティ番組『run for money 逃走中』では第一回から「ハンター」として出演しており、最初期から番組を支えていた。初出演の時点ですでに30代後半と、同僚のハンターよりも年齢がかなり離れていた。足自体は他のハンターに比べれば決して飛び抜けて速いわけではなかったが、大柄な体を生かした大きなストライドと圧倒的スタミナを武器に数多くの逃走者を確保している。2014年の放送をもって、ハンターとしては引退。設定としてはその後1年3ヶ月後(2015年7月)にミッションアンドロイドとして活用されている。
1993年から2002年まで『美少女戦士セーラームーン (ミュージカル)』で悪役を演じ、望月祐多とともに男性レギュラーとしてミュージカルを支えた。1998年の卒業公演千秋楽には、自身が演じた役と同じモヒカンヘアーに剃髪する。2017年の公演には（声のみの出演ではあるが）15年ぶりに再出演した。

## 出演

### テレビドラマ
- 鳥人戦隊ジェットマン（1991年、テレビ朝日系） - J2 / ネオジェットマン2 役
- ブルースワット（1994年 - 1995年、テレビ朝日系） - ムッシュJ 役
- Pな彼女（2000年）
- 交渉人（2003年、WOWOW） - 警官 役
- 花より男子（2005年、TBS系）
- 特命!刑事どん亀（2006年、TBS系）
- アンタッチャブル〜事件記者・鳴海遼子〜（2009年、テレビ朝日系）
- 大河ドラマ（NHK）
  - 軍師官兵衛（2014年） - 島津義弘 役
  - 真田丸（2016年）
  - 青天を衝け（2021年） - 来島又兵衛 役
- スーパーサラリーマン佐江内氏（2017年、日本テレビ系）
- センチネル2（2019年12月26日、千葉テレビ）
- VIVANT (2023年8月13日)

### テレビアニメ
- テニスの王子様（テレビ東京系） - 神城玲治 役
- ビックリマン2000（1999年、テレビ東京系） - 素手ア輪宮 役
- こちら葛飾区亀有公園前派出所（2003年、フジテレビ系） - 若井警官 役

### バラエティ
- のりスタ!（2000年 - 2008年3月26日、テレビ東京系） - ドン・ファン 役[注 1]
- run for money 逃走中（2004年 - 2014年・2014年10月5日・2015年3月15日・7月19日、フジテレビ系） - ハンター1号機（01KR）7月19日引退、ミッションアンドロイド 役

### CM
- アサヒ「C's case」（2003年）
- グリコ「幼児のみものシリーズ」（2003年）
- 三共「新ルルK錠」（2003年）
- マクドナルド「ハッピーセット」（2006年）
- みずほ銀行 年末ジャンボ宝くじ 2012 花火編（2012年）

### 映画
- リゾート・トゥ・キル（1993年公開、ブルーリッジ・エンターテインメント） - 忍者 役
- 自殺サークル（2002年公開、アースライズ） - 処刑人 役
- 藁の楯（2013年公開、ワーナー・ブラザース映画）
- 土竜の唄（2014年公開、フジテレビジョン / 東宝）
- 仮面ライダー 令和 ザ・ファースト・ジェネレーション（2019年公開、東映） - 大団長 役[1][2]
- 妖怪大戦争 ガーディアンズ（2021年公開、東宝 / KADOKAWA） - 笠邪鬼 役
- 愛国女子—紅武士道（2022年公開、日活） - 黄泉大魔神 役
- 盗月者(2024年香港公開、英皇電影）

#### ネットシネマ
- 探偵事務所5 第4話「LOST ONE」（2005年公開、映像探偵社） - ボディガード 役

#### 劇場アニメ
- 劇場版 テニスの王子様 跡部からの贈り物 君に捧げるテニプリ祭り（2005年1月29日公開） - 神城玲治 役

### オリジナルビデオ
- バトロコ 半端者（2006年7月28日、アムモ、加納周典監督）
- パンチ!!（2010年、アムモ、加納周典監督）
- ぎゃるVSヤン女-紅の決闘-（2011年5月27日、アムモ、加納周典監督）
- ゼロワン Others 仮面ライダー滅亡迅雷（2021年7月14日、筧昌也監督） - ソルドマギアたち 役
- ゼロワン Others 仮面ライダーバルカン&バルキリー（2021年11月10日、筧昌也監督） - ソルドマギアたち 役

### ゲーム
- 超兄貴〜究極無敵銀河最強男〜 - イダテン 役

### 舞台
- 野田秀樹の十二夜（1986年、日生劇場）
- ハムレット（1987年、京都南座）
- 影の軍団（1987年、大阪中座）
- ロミオとジュリエット（1988年、サンシャイン劇場）
- 麻実れいリサイタル PART3（1989年、青山劇場）
- 黒蜥蜴（1990年、新橋演舞場）
- エリザベス（1993年、銀座セゾン劇場）
- ミュージカル『美少女戦士セーラームーン』（1993年 - 1998年・2000年・2002年、サンシャイン劇場 他）
- 熱帯祝祭劇マウイ 宮本亜門オリジナルミュージカル（1995年、アートスフィア）
- リトル・ミー（1995年、アートスフィア）
- 蜘蛛女のキス（1996年、アートスフィア）
- The Water 〜母〜（1997年、新宿シアターサンモール）
- ヴィクター・ヴィクトリア（1997年 - 1998年）
- ずっと一緒に（1998年、萬スタジオ）
- 蜘蛛女のキス（1998年、地方公演）
- ローマの休日（1998年、青山劇場 / 大阪飛天）
- リトル・ミー（1999年、東京芸術劇場 / 新神戸オリエンタル劇場）
- ラ・カージュ・オ・フォール（1999年、大阪飛天 / 中日劇場）
- CALLING YOU（1999年、阿佐ヶ谷・アートスペースプロット）
- ローマの休日（2000年、帝国劇場）
- シラノ・ザ・ミュージカル（2000年 ‐ 2001年、赤坂ACTシアター / 中日劇場 / 大阪松竹座）
- 天翔ける風に（2001年）
- Dawn 〜 ドーン（2001年）
- SPYDER（2002年）
- ミュージカル『HUNTER×HUNTER』（2002年、The nightmare of ZAOLDYECK）
- ジョセフィン 〜 虹を夢見て（2002年 - 2003年） - 地方公演
- Knock.Out.Brother（2003年 ‐ 2005年）
- BENT（2004年、パルコ劇場）
- 不思議な島〈心の扉〉（2004年、草加アコスホール）
- FAME（2005年）
- 北京へ…（2006年、アトリエフォンテーヌ）
- 不思議の国のアリスのマッチ売り（2006年、全労済ホールスペース・ゼロ)
- パイロットフィッシュ（2007年）
- えくぼ 〜people song〜（2007年、東京芸術劇場）
- ベイビーベイビー（2008年）
- SEMPO -日本のシンドラー 杉原千畝物語-（2008年）
- 真田風雲録（2008年10月、東京芸術劇場）
- AKURO〜悪路〜（2008年11月、東京芸術劇場）
- スタンダードソングエンタテイメント Presentsスタソンイズム Stage1「ゲゲゲのげー逢魔が時に揺れるブランコー」（2009年6月、六行会ホール）
- グリーク作曲・音楽劇「ペールギュント」（2009年10月、赤坂ACTシアター）
- スタンダードソングエンタテイメント Presents「Knock.Out.Brother -X-」（2009年12月、全労済ホールスペース・ゼロ）
- GRIPPERプロデュース 7月公演「デビルマン〜不動を待ちながら〜」（2010年7月、前進座劇場）
- スタンダードソングエンタテイメントPresents「BOMB!」（2010年9月、中野ザ・ポケット）
- グリーグ作曲・音楽劇「ペールギュント」（再演）（2010年11月、呉市文化ホール 他）
- トライフルエンターテインメントプロデュース舞台「新宿バックストリート」（2011年2月、全労済ホールスペース・ゼロ）
- 銀河英雄伝説 外伝＝ミッターマイヤー・ロイエンタール編＝（2011年6月、サンシャイン劇場）
- 夏の夜の夢〜から騒ぎの森〜（2011年7月、築地ブディストホール）
- LIBERUSプロデュース 東京ギロティン倶楽部 第一回公演「東京奇人博覧会」（2013年4月17日 ‐ 21日、全労済ホールスペース・ゼロ）
- 舞台【BASARA 第2章】（2014年1月9日 - 14日）
- 忍法浪漫剣劇 百花百狼 ～戦国忍法帖～ 月下丸の章（2018年12月13日 - 16日、全労済ホール） - 上野勘道 役
- 十二夜（2025年10月17日 - 11月7日〈予定〉、東京グローブ座 / 11月15日 - 21日〈予定〉、森ノ宮ピロティホール）[3]

### ウェブドラマ
- 仮面ライダーアマゾンズ シーズン2（2017年、Amazonプライム・ビデオ） - 4C隊員 役

## ディスコグラフィ

### キャラソングCD
- テニスの王子様 / 神城玲治名義

1. THE BEST OF RIVAL PLAYERS REIJI SHINJOH （2005年3月24日発売、インターチャネル）
  1. THE PERFECTION
  2. THE PERFECTION （Remix Version）
  3. THE PERFECTION （Original Karaoke）
  4. VOICE MESSAGE